# Phare de Clover Island
Le phare de Clover Island est un phare situé sur Clover Island , une île sur le fleuve Columbia à Kennewick, dans le Comté de Benton (État de Washington), aux États-Unis.
Ce phare est géré par la Garde côtière américaine, et les phares de l'État de Washington sont entretenues par le District 13 de la Garde côtière  basé à Seattle.

## Histoire
Clover Island est une petite île du fleuve Columbia située entre Blue Bridge et Cable Bridge. l'île est la propriété du port de Kennewick. Le phare de Clover Island est le premier phare construit aux États-Unis depuis 1962. Sa nécessité vient du développement du port
La station de l'US Coast Guard de Kennewick, fondée en  a son siège social sur l'île. Elle fait partie de l'unité de sécurité maritime de Portland et elle est le principal responsable des structures de navigation fixes dans le fleuve Columbia entre Hood River en Oregon et Richland, ainsi que dans la rivière Snake depuis son embouchure jusqu'à Lewiston en Idaho. Ils ont également la responsabilité secondaire de toutes les autres aides à la navigation entre Hood River et Fort Peck, au Montana, qui comprend les principaux lacs près de Spokane et dans la région de l' Idaho Panhandle.

## Description
Ce phare, mis en service en 2010, est une tour cylindrique de 19 m de haut, avec galerie et lanterne. À une hauteur focale de 21 m, il émet un éclat blanc toutes les 4 secondes.
Identifiant : USCG : 6-13053 .

### Lien connexe
- Liste des phares de l'État de Washington